# بساط قم
بساط قم (بالإنجليزية: Qom rug) هو بساط يُصنع في مدينة قم بإيران، على بُعد حوالي 100 كيلومتر جنوب طهران. وعلى الرغم من أن حياكة السجاد في قم لم تكن صناعة رئيسية حتى المئة عام الماضية، فإن سجاد الحرير والصوف الفاخر الذي يُنسج هناك يُعرف بجودته العالية ويُعد من بين الأغلى في العالم.

## شينزو آبي
خلال زيارة شينزو آبي إلى طهران، قدّم له حسن روحاني بساط حريري فاخر من قم، رمزًا للصبر والدقة والثبات الإيراني، بالإضافة إلى إبراز فن نسج السجاد في إيران. كان البساط يضم أكثر من 4 ملايين عقدة، نُسج خلال ثلاث سنوات على يد حرفيّين من قم، وهو من أعمال ورشة حسين إرمي. يتميز بنقوش وردية وزخارف ذهبية وسط تدرجات من اللون الأزرق.

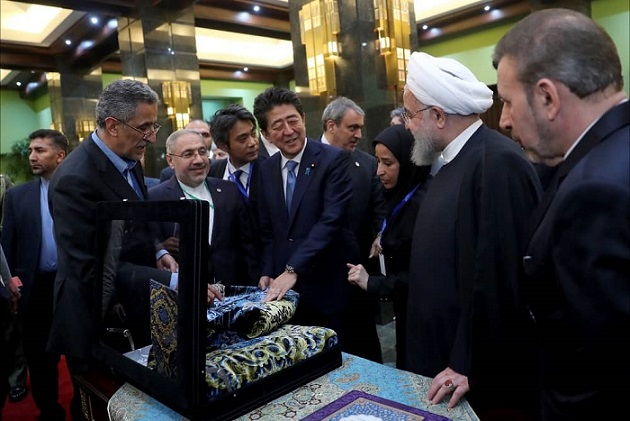
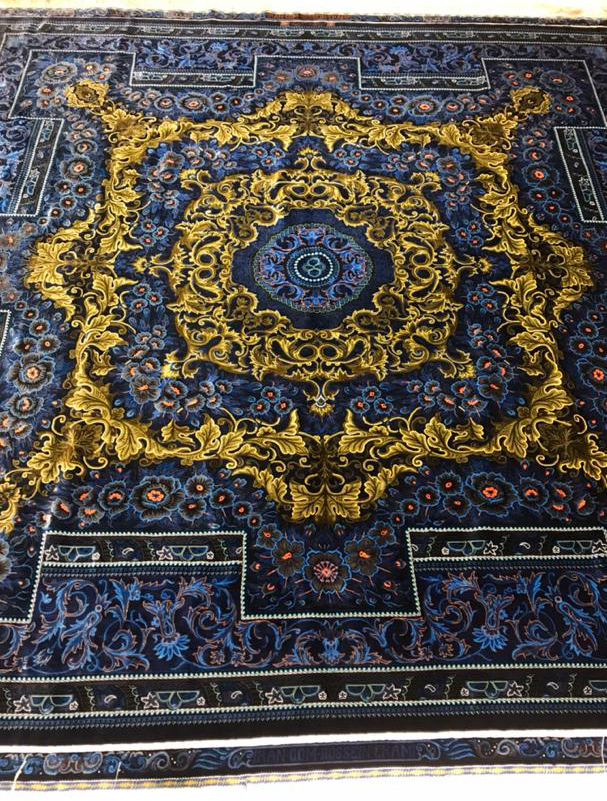